# 新宝力格苏木
新宝力格苏木，是中华人民共和国内蒙古自治区呼伦贝尔市新巴尔虎左旗下辖的一个乡镇级行政单位。

## 行政区划
新宝力格苏木下辖以下地区：
查干诺尔社区、莫达木吉嘎查、敖伦诺尔嘎查、芒来嘎查、贡诺尔嘎查、塔本敖都嘎查、布勒呼木德乐嘎查、呼德乐木日嘎查、善达宝力格嘎查、呼格吉乐图嘎查、巴音希勒嘎查、阿拉达尔图嘎查、巴音诺尔嘎查、贡布日德嘎查和呼吉日诺尔嘎查。